# John Deare

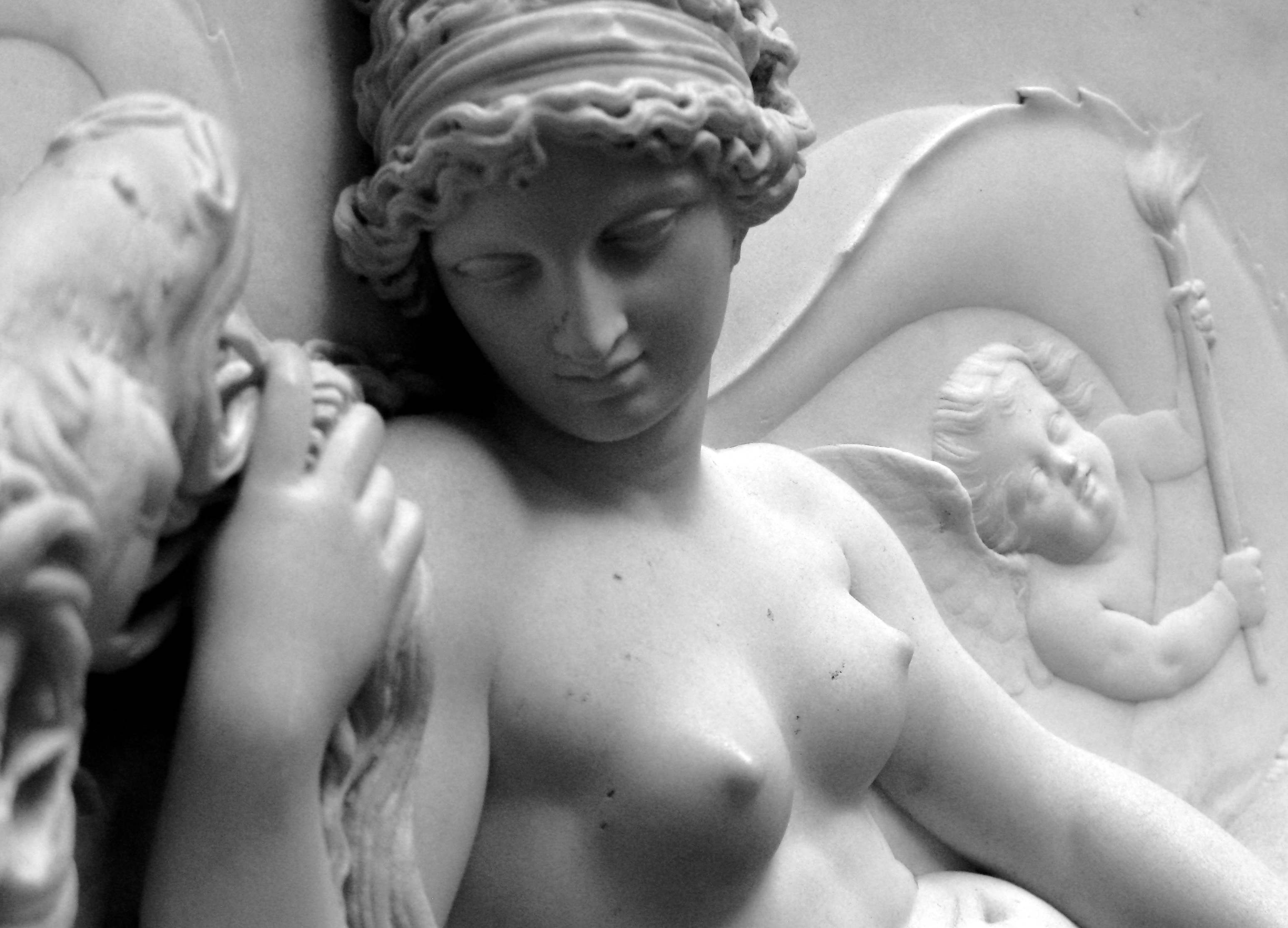
Venus reclinándose en un monstruo marino con Cupido y un putto.

John Deare (26 de octubre de 1759, Liverpool – 17 de agosto de 1798, Roma) fue un escultor neoclásico británico. Su sobrino, Joseph (1803-1835) también fue escultor.

## Vida
Nació en Liverpool en 1777, como hijo de un escultor, y se matriculó en la Royal Academy, donde ganó una medalla por un tema Miltoniano (1780). Entre tanto, también fue aprendiz del escultor londinense Thomas Carter de 1776 a 1783, cuando comenzó a esculpir de forma independiente para su antiguo maestro y también para John Bacon (cuya obra admiraba) y para John Cheere. 

## Obra
- El juicio de Júpiter
- Edward y Eleanor (1786, versión en mármol de 1790 para Sir Corbet Corbet. Actualmente en una colección privada.).
- Venus marina, relieve en mármol, adquirida en 1787 por Sir Cecil Bisshop para Parham Park, Sussex, drawing on classical and 16th century Mannerist sculpture
- Cupido y Psijé, mármol (1791) para Thomas Hope
- La arribada de Julio Cesar a Britania (1791–4; Stoke Manor, Stoke Poges, Buckinghamshire)
- Busto de John Penn (Eton).

- Datos: Q5933171
- Multimedia: John Deare / Q5933171